# Clássico da Soja
O Clássico da Soja é o clássico entre Luverdense e Sorriso. É um dos maiores clássicos atuais de todo Mato Grosso. A Soja é o produto mais cultivado em ambas as cidades, que inclusive integram as 10 maiores produtoras do país, por isso do nome dado ao clássico.

## Primeira partida
A primeira partida entre ambos aconteceu no dia 13/03 de 2004. O jogo ocorreu no Estádio José Preima em Sorriso e terminou empatado em 1x1

## Maior goleada
A maior goleada do "Clássico da Soja" ocorreu no dia 2 de fevereiro de 2008 em partida válida pelo Campeonato Matogrossense de 2008, o Luverdense venceu o Sorriso por 6x1, em Sorriso
A maior goleada por parte do Sorriso ocorreu dia 8 de março de 2007 em partida válida pelo Campeonato Matogrossense de 2007, quando o Sorriso bateu o Luver por 3x0, em Sorriso

## Última partida
A última partida entre ambos foi realizada no dia 11 de abril de 2012 pelo Campeonato Matogrossense de 2012, o jogo terminou empatado em 4 a 4, em Sorriso.

## Informações dos Clubes
- Sorriso

Sorriso Esporte Clube é um clube brasileiro de futebol da cidade de Sorriso, estado de Mato Grosso. Suas cores são branco, verde e azul. Bicampeão estadual o Lobo do Norte possui 26 anos de fundação e manda seus jogos no Estádio José Preima, mais conhecido como "Toca do Lobo".
- Luverdense

Luverdense Esporte Clube é um clube brasileiro de futebol na cidade de Lucas do Rio Verde, estado de Mato Grosso. Suas cores são branco e verde. Campeão Mato-Grossense, Campeão da Copa Pantanal e Tricampeão da Copa Mato Grosso de Futebol (sendo 1 invicto) o Luver possui 9 anos de fundação e manda seus jogos no Estádio Passo das Emas.